# Bekim Christensen
Bekim Leif Christensen (Roskilde, 17 de setembre de 1973) és un ciclista danès, que fou professional entre 1999 i 2004.

## Palmarès

### Resultats al Tour de França
- 2003. 120è de la classificació general

### Resultats a la Volta a Espanya
- 2003. 136è de la classificació general